# Jackson Rathbone
Monroe Jackson Rathbone V, bedre kendt som Jackson Rathbone (født 14. december 1984 i Singapore), er en amerikansk skuespiller og sanger, der nok er bedst kendt for sin rolle som Jasper Hale i Twilight-filmserien. Han er også med i filmen Big Stan, hvor han spiller Robbie the Hippie.

## Privat
Rathbone og Sheila Hafsadi, fik en søn, Monroe Jackson Rathbone VI, den 5. juli 2012. Den nære ven og Twilight-medskuespiller Nikki Reed er gudmor. Han og Hafsadi blev gift den 29. september 2013. Den 31. maj 2016, fik parret deres andet barn, en datter ved navn Presley Bowie Rathbone.